# Apis nigrocincta
Apis nigrocincta is een vliesvleugelig insect uit de familie bijen en hommels (Apidae). De wetenschappelijke naam van de soort is voor het eerst geldig gepubliceerd in 1861 door Smith.
De honingbij komt voornamelijk voor op het Filipijnse eiland Mindanao en op de Indonesische Sangihe-eilanden en op Celebes.
De soort bouwt nesten in holtes, zoals de nauw verwante Aziatische honingbij (Apis Cerana) . In feite zijn er weinig belangrijke verschillen tussen de twee soorten: de genitaliën van de respectievelijke darren zijn bijvoorbeeld identiek. Er zijn echter kleine morfologische verschillen, genetische polymorfisme in het mitochondriaal DNA en in het gedrag.
In de gebieden waar de A. Cerana en A. nigrocincta samen leven, kunnen zij het best worden onderscheiden door hun kleur en grootte: A. cerana is donkerder en kleiner, terwijl de A. nigrocincta meestal groter is en heeft een geelachtige clypeus (het onderste gedeelte van het gezicht). De betrouwbaarste manier van onderscheiding is dat met behulp van morfometrie. Dit wordt ook gebruikt voor het identificeren van morfologische verschillen van de populaties in beide soorten.
De bouw van de kolonies is ook verschillend: De opening van de darrencel van de A. cerana is bedekt met was, waaronder zich een conisch cocon met een centraal gat of porie bevindt. De darrencel van de A. nigrocincta  heeft een smalle opening, zonder hard was deksel en centraal gat of porie. Bovendien creëren de moeren van de A. nigrocincta over het algemeen kolonies met grotere aantallen darren dan de moeren van A. Cerana.
Een ander opvallend gedragsverschil tussen beiden soorten is de tijd van de dag waarop ze het liefst stuifmeel verzamelen.
De A. nigrocincta is gevoelig voor de varroamijt-soort Varroa underwoodi. Net als de Aziatische honingbij Apis cerana nuluensis, die is ook gevoelig voor dezelfde soort mijt. 